# Oh Wonder (album)
Oh Wonder è l'album in studio di debutto dell'omonimo gruppo musicale inglese Oh Wonder, pubblicato il 4 settembre 2015 indipendentemente.

## Il disco
L'album è composto da 15 brani scritti, prodotti e mixati dagli Oh Wonder nei loro stessi studi di registrazioni. Le prime 13 tracce sono state precedentemente rilasciate in rete dal 1º settembre 2014 in poi, con una cadenza di circa una canzone per mese, mentre le ultime due (Without You e Plans) sono aggiunte apposite per l'album.

## Tracce
Testi e musiche di Oh Wonder.
1. Livewire – 3:24
2. Body Gold – 3:05
3. Technicolor Beat – 3:00
4. Drive – 3:16
5. Lose It – 3:50
6. Landslide – 3:28
7. White Blood – 4:17
8. Without You – 3:45
9. The Rain – 2:54
10. Dazzle – 3:07
11. All We Do – 3:34
12. Midnight Moon – 3:31
13. Shark – 3:07
14. Heart Hope – 4:09
15. Plans – 3:59

## Formazione
- Anthony West - voci, tastiere, percussioni
- Josephine Vander Gucht - voci, tastiere, percussioni